# Villécloye
Villécloye – miejscowość i gmina we Francji, w regionie Grand Est, w departamencie Moza.
Według danych na rok 1990 gminę zamieszkiwały 192 osoby, a gęstość zaludnienia wynosiła 27 osób/km² (wśród 2335 gmin Lotaryngii Villécloye plasuje się na 853. miejscu pod względem liczby ludności, natomiast pod względem powierzchni na miejscu 824.).